# Veronica peduncularis
Veronica peduncularis är en grobladsväxtart som beskrevs av Friedrich August Marschall von Bieberstein. Veronica peduncularis ingår i släktet veronikor, och familjen grobladsväxter. Inga underarter finns listade i Catalogue of Life.

## Bildgalleri

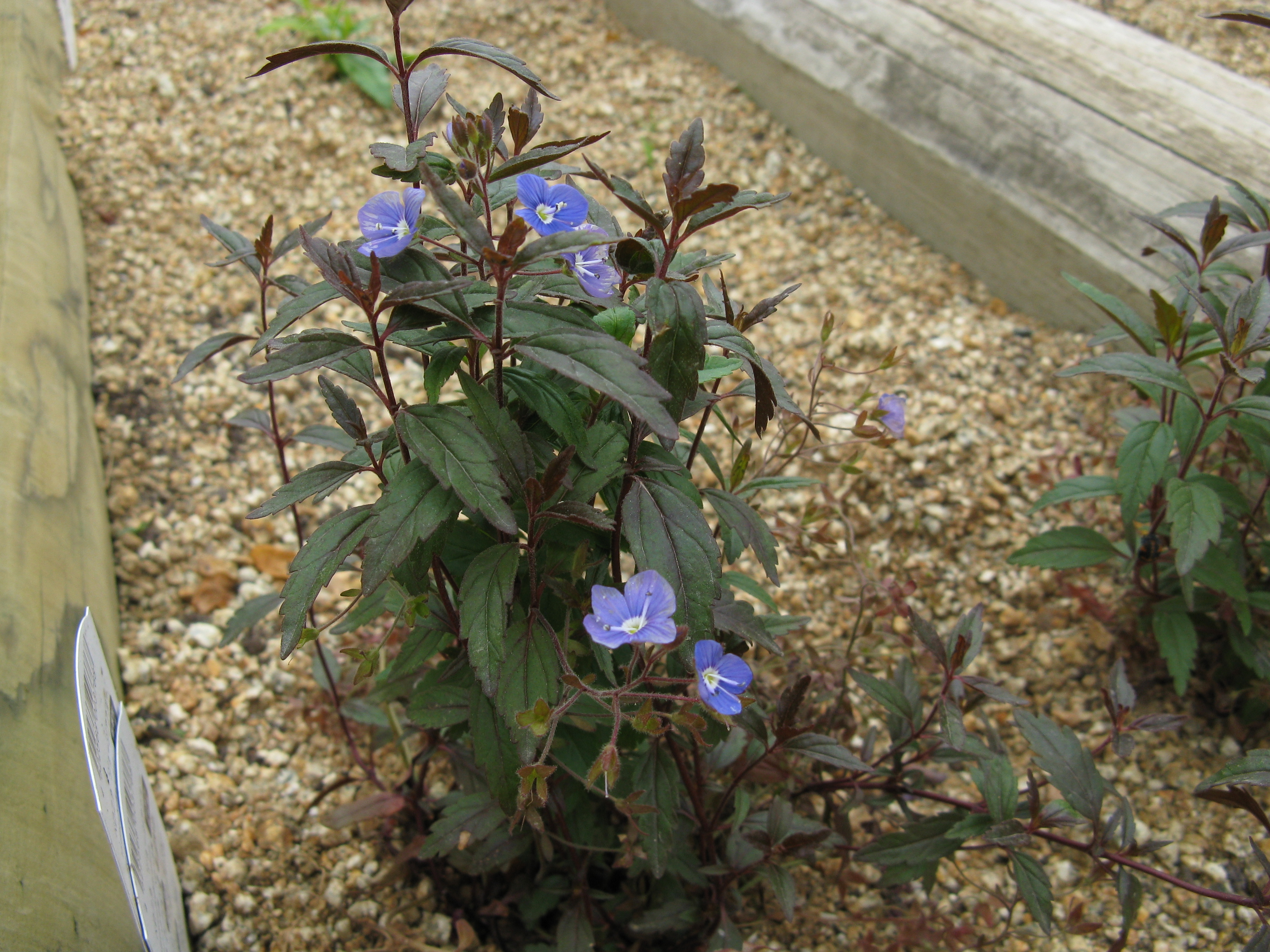
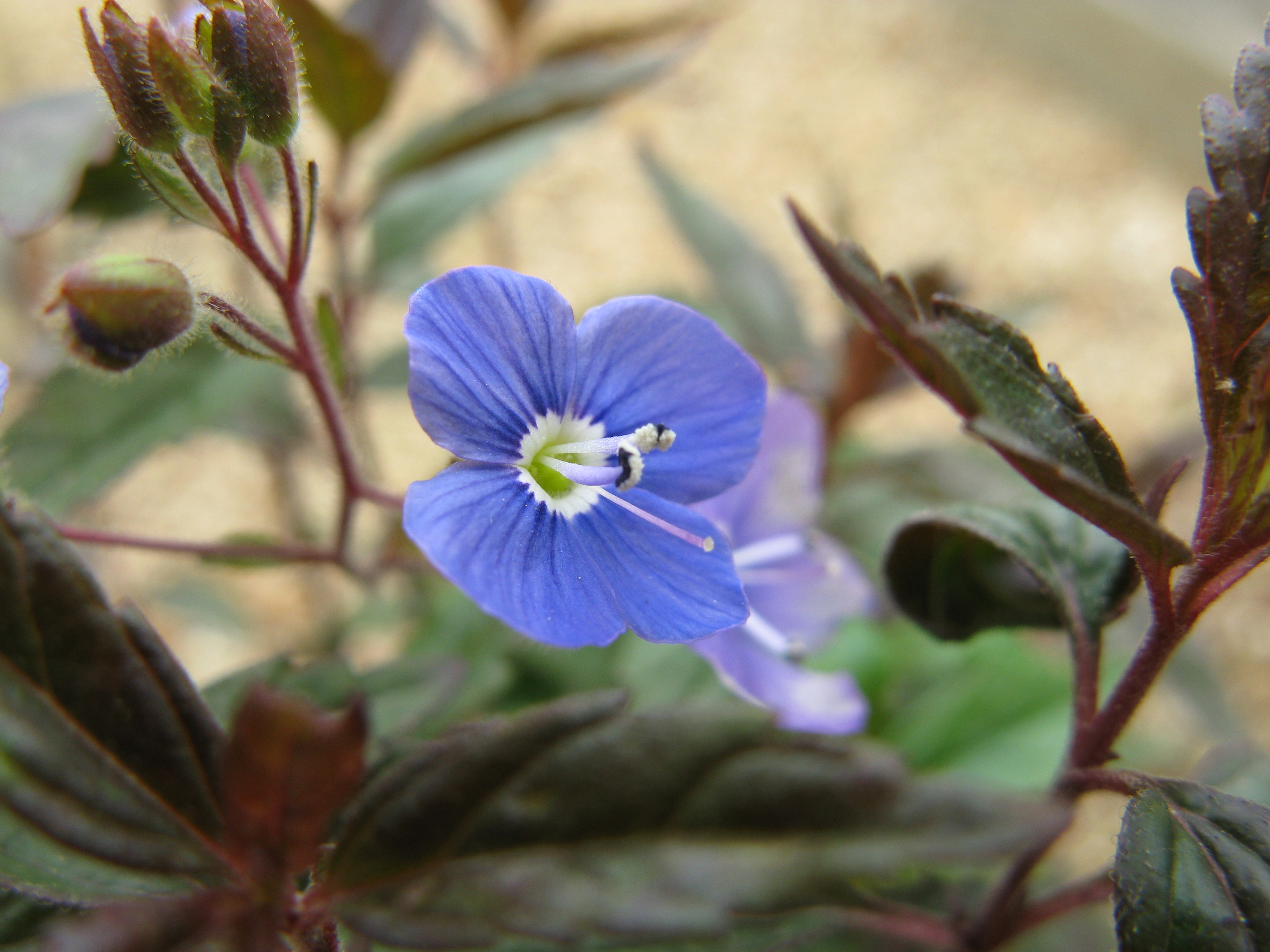